# Campionat del Món de motocròs dos temps
El Campionat del Món de motocròs dos temps (oficialment: World Two-Stroke Motocross Championship) és la màxima competició internacional de motocròs per a motocicletes amb motor de dos temps. Es disputa d'ençà de 2010 (l'any en què se celebrà la darrera edició del campionat del món de quatre temps) i el seu guanyador es decideix a una sola prova, disputada sempre als Estats Units (concretament, al circuit de Glen Helen, situat a San Bernardino, Califòrnia).
El campionat no està reconegut per cap federació o estament esportiu internacional, sinó que el convoquen diverses entitats privades. Inicialment l'organitzava l'empresa nord-americana MTA (Motorcycle Tires & Accessories) fins que, a partir de l'edició del 2019, passà a organitzar-lo Wiseco, un conegut fabricant de pistons.

## Historial
Font:
A 15 de novembre de 2024
| Any  | Campió         | Motocicleta | Ref.        |
| ---- | -------------- | ----------- | ----------- |
| 2010 | Bobby Garrison | Husqvarna   |             |
| 2011 | Austin Howell  | Yamaha      |             |
| 2012 | Michael Leib   | Honda       |             |
| 2013 | Sean Collier   | Yamaha      | [ 4 ]       |
| 2014 | Sean Collier   | Yamaha      |             |
| 2015 | Mike Sleeter   | KTM         |             |
| 2016 | Mike Alessi    | Suzuki      | [ 5 ] [ 6 ] |
| 2017 | Ryan Surratt   | Honda       |             |
| 2018 | Zach Bell      | Husqvarna   | [ 7 ]       |
| 2019 | Robbie Wageman | Yamaha      | [ 8 ]       |
| 2020 | Mike Alessi    | Yamaha      |             |
| 2021 | Robbie Wageman | Yamaha      | [ 9 ]       |
| 2022 | Trevor Stewart | Yamaha      |             |
| 2023 | Carson Brown   | Yamaha      | [ 10 ]      |
| 2024 | Justin Hoeft   | Yamaha      | [ 11 ]      |